# Badister ocularis
Badister ocularis är en skalbaggsart som beskrevs av Thomas Casey. Badister ocularis ingår i släktet Badister och familjen jordlöpare. Inga underarter finns listade i Catalogue of Life.